# دوین رابینسون
دوین رابینسون (انگلیسی: Devin Robinson؛ زادهٔ ۷ مارس ۱۹۹۵) بازیکن بسکتبال اهل ایالات متحده آمریکا است.
از باشگاه‌هایی که در آن بازی کرده‌است می‌توان به تورنتو رپترز اشاره کرد.